# MOIK Bakoe
MOIK Bakoe is een Azerbeidzjaanse voetbalclub uit de hoofdstad Bakoe. De club werd in 1955 opgericht als OIK en was een legerclub. In 2010 promoveerde de club naar de Yuksak Liga, de hoogste divisie van Azerbeidzjan. In 2011 degradeerde de club weer naar de Eerste Divisie.
Bakoe Sportinq ·
Cəbrayıl ·
Difai Ağsu ·
İmişli ·
Karvan Yevlax ·
Mingəçevir ·
MOIK ·
Qäbälä ·
Qaradağ ·
Zaqatala